# Afrikanische Leuchtaugenfische
Die Afrikanischen Leuchtaugenfische (Procatopodidae) sind eine Fischfamilie aus der Ordnung der Zahnkärpflinge (Cyprinodontiformes). Sie leben weit verbreitet in Afrika südlich der Sahara und im Gebiet des Nils.

## Merkmale
Leuchtaugenfische sind meist bläulich oder grünlich glänzend gefärbte Fische. Sie werden 2 bis 15 cm (Tanganjika-Leuchtaugenfisch) lang, sind langgestreckt und nur im hinteren Körperdrittel mehr oder weniger deutlich seitlich abgeflacht. Namensgebendes Merkmal ist der Leuchtfleck in der oberen Augenhälfte, ein weiteres der knorpelige Mesethmoid (ein Schädelknochen).

## Lebensweise
Leuchtaugenfische leben sowohl in langsam fließenden oder stehenden, als auch in schnell strömenden kleinen Gewässern, sowie in großen Seen. Sie sind überwiegend Schwarmfische, die sich nah der Wasseroberfläche aufhalten und von Anflugnahrung leben. Jungfische leben eher in geschützten Bereichen, während ausgewachsene Fische vor allem im freien Wasser gesehen werden. Die meisten Leuchtaugenfische laichen in feinfiedrigen Pflanzen, wo die Eier kleben bleiben (Haftlaicher). Die Eier sind relativ groß. Die Jungfische schlüpfen nach etwa 10 bis 14 Tagen.

## Systematik
Erstmals als monophyletisch erachtet wurde die Gruppe der afrikanischen Leuchtaugenfische im Jahr 1967 von dem dänischen Ichthyologen Herluf Stenholt Clausen als Unterfamilie Procatopodinae Fowler, 1916. Damals stand diese Unterfamilie in der Familie Poeciliidae, die auch die Südamerikanischen Leuchtaugenfische und die Lebendgebärenden Zahnkärpflinge als Unterfamilien enthielt.
1981 verfasste die US-amerikanische Ichthyologin Lynne R. Parenti eine umfassende Revision der Zahnkärpflinge, in der sie die Procatopodinae als Aplocheilichthyinae bezeichnete und dieser Unterfamilie zusätzlich die Gattung Pantanodon zuordnete, die laut Clausen eine eigene Unterfamilie darstellte.
2000 stellte Michael J. Ghedotti alle Arten der Aplocheilichthyinae, mit Ausnahme von Aplocheilichthys spilauchen, in die Unterfamilie Procatopodinae. Aplocheilichthys spilauchen verblieb als einzige Art in der Unterfamilie Aplocheilichthyinae. Zusätzlich ordnete er die Gattung Fluviphylax in die Procatopodinae ein.
2018 stellten Bragança et al. die Fluviphylax und die Pantanodon jeweils in die eigenen Familien Fluviphylacidae und Pantanodontidae. Da die afrikanischen Leuchtaugenfische näher mit den Aphaniidae und Valenciidae verwandt sind als mit den Lebendgebärenden Zahnkarpfen, wurde die Unterfamilie Procatopodinae in den Rang einer Familie erhoben. Der Familie Procatopodidae wurde nun auch die Art Aplocheilichthys spilauchen zugeordnet.

## Arten
Die Familie Procatopodidae umfasst folgende 79 Arten in 15 Gattungen:
- Gattung Plataplochilus Ahl, 1928

- Plataplochilus cabindae (Boulenger, 1911)
- Plataplochilus chalcopyrus Lambert, 1963
- Plataplochilus eliasi Walsh, Bragança & van der Zee, 2022
- Plataplochilus loemensis (Pellegrin, 1924)

Synonym: Plataplochilus micrurus (Ahl, 1928)
- Plataplochilus miltotaenia Lambert, 1963
- Plataplochilus mimus Lambert, 1967
- Plataplochilus ngaensis (Ahl, 1924)
- Plataplochilus pulcher Lambert, 1967
- Plataplochilus terveri (Huber, 1981)

- Gattung Aplocheilichthys Bleeker, 1862

- Aplocheilichthys spilauchen (Duméril, 1861) (Nackenfleckkärpfling)

Synonyme: Aplocheilichthys bensonii (Peters, 1864); A. tschiloangensis Ahl, 1928; A. typus Bleeker, 1863
- Gattung Aapticheilichthys Huber, 2011

- Aapticheilichthys websteri (Huber, 2007)

- Gattung Procatopus Boulenger, 1904

- Procatopus aberrans Ahl, 1927

Synonyme: Procatopus andreaseni Clausen, 1959; P. gracilis Clausen, 1959; P. nigromarginatus Clausen, 1959; P. plumosus Clausen, 1959; P. roseipinnis Clausen, 1959
- Procatopus nototaenia Boulenger, 1904
- Procatopus similis Ahl, 1927

Synonyme: Procatopus abbreviatus Pellegrin, 1929; P. glaucicaudis Clausen, 1959; P. lacustris Trewavas, 1974
- Gattung ‘Hypsopanchax’

- ‘Hypsopanchax’ catenatus Radda, 1981
- ‘Hypsopanchax’ zebra (Pellegrin, 1930)

- Gattung Hypsopanchax Myers, 1924

- Hypsopanchax modestus (Pappenheim, 1914)

Synonyme: Hypsopanchax analis (Worthington, 1932); H. deprimozi (Pellegrin, 1928)
- Hypsopanchax platysternus (Nichols & Griscom, 1917)

- Gattung Hylopanchax Poll & Lambert, 1965

- Hylopanchax leki van der Zee, Sonnenberg & Schliewen, 2013
- Hylopanchax moke van der Zee, Sonnenberg & Schliewen, 2013
- Hylopanchax multisquamatus Bragança, van der Zee, Sonnenberg & Vreven, 2020
- Hylopanchax ndeko van der Zee, Sonnenberg & Schliewen, 2013
- Hylopanchax paucisquamatus Sonnenberg, Friel & van der Zee, 2014
- Hylopanchax silvestris (Poll & Lambert, 1958)
- Hylopanchax stictopleuron (Fowler, 1949)
- Hylopanchax thysi Bragança, van der Zee, Sonnenberg & Vreven, 2020

- Gattung Congopanchax Poll, 1971

- Congopanchax brichardi Poll, 1971
- Congopanchax myersi (Poll, 1952)

- Gattung Lamprichthys Regan, 1911

- Lamprichthys tanganicanus (Boulenger, 1898) (Tanganjika-Leuchtaugenfisch)

Synonym: Lamprichthys curtianalis (David, 1936)
- Gattung Lacustricola Myers, 1924

- Lacustricola atripinna (Pfeffer, 1896)

Synonyme: Lacustricola bukobanus (Ahl, 1924); L. ericae (Meinken, 1971); L. meyburgi (Meinken, 1971)
- Lacustricola centralis (Seegers, 1996)
- Lacustricola lualabaensis (Poll, 1938)
- Lacustricola maculatus (Klausewitz, 1957)

Synonym: Lacustricola lacustris (Seegers, 1984)
- Lacustricola margaritatus Nagy & Watters, 2022
- Lacustricola omoculatus (Wildekamp, 1977)
- Lacustricola pumilus (Boulenger, 1906)

Synonym: Lacustricola dhonti (Boulenger, 1919)
- Lacustricola usanguensis (Wildekamp, 1977)

- Gattung ‘Poropanchax’

- ‘Poropanchax’ camerunensis (Radda, 1971)
- ‘Poropanchax’ normani (Ahl, 1928) (Normans Leuchtaugenfisch)

Synonyme: ‘Poropanchax’ gambiensis (Svensson, 1933); ‘P.’ manni (Schultz, 1942)
- Gattung Poropanchax Clausen, 1967

- Poropanchax keilhacki (Ahl, 1928) – nomen dubium, möglicherweise Seniorsynonym von Poropanchax scheeli
- Poropanchax luxophthalmus (Brüning, 1929)

Synonyme: Poropanchax dispar (Gras, 1961); P. hannerzi (Scheel, 1968); P. macrophthalmus (Meinken, 1932)
- Poropanchax pepo van der Zee, Bernotas, Bragança & Stiassny, 2019
- Poropanchax rancureli (Daget, 1965)
- Poropanchax scheeli (Roman, 1971)
- Poropanchax stigmatopygus Wildekamp & Malumbres, 2004

- Gattung Rhexipanchax Huber, 1999

- Rhexipanchax kabae (Daget, 1962)
- Rhexipanchax lamberti (Daget, 1962)
- Rhexipanchax nimbaensis (Daget, 1948)
- Rhexipanchax schioetzi (Scheel, 1968)

- Gattung Micropanchax Myers, 1924

- Micropanchax antinorii (Vinciguerra, 1883)
- Micropanchax bracheti (Berkenkamp, 1983)
- Micropanchax fuelleborni (Ahl, 1924)
- Micropanchax kassenjiensis (Ahl, 1924)

Synonym: Micropanchax mahagiensis (David & Poll, 1937)
- Micropanchax kongoranensis (Ahl, 1924)
- Micropanchax loati (Boulenger, 1901)

Synonyme: Micropanchax kingii (Boulenger, 1913); M. schoelleri (Boulenger, 1904)
- Micropanchax moeruensis (Boulenger, 1914)
- Micropanchax pelagicus (Worthington, 1932)
- Micropanchax pfaffi (Daget, 1954)

Synonyme: Micropanchax ehrichi (Berkenkamp & Etzel, 1994); M. longicauda (Blache & Miton, 1960)
- Micropanchax pfefferi (Ahl, 1924) – nomen dubium, wahrscheinlich ein Synonym von Micropanchax vitschumbaensis
- Micropanchax rudolfianus (Worthington, 1932)
- Micropanchax vitschumbaensis (Ahl, 1924)

Synonym: Micropanchax eduardensis (David & Poll, 1937)
- Gattung ‘Lacustricola’

- ‘L.’ hutereaui-Gruppe

- ‘Lacustricola’ chobensis (Fowler, 1935)

Synonym: ‘Lacustricola’ schalleri (Scheel & Radda, 1974)
- ‘Lacustricola’ gemma Nagy, 2025
- ‘Lacustricola’ hutereaui (Boulenger, 1913)

Synonyme: ‘Lacustricola’ baudoni (Myers, 1924); ‘L.’ vanderbilti (Fowler, 1936)
- ‘Lacustricola’ petnehazyi (Nagy & Vreven, 2018)
- ‘Lacustricola’ pygmaeus Bragança, Skelton, Bills, Tweddle & Chakona, 2021
- ‘Lacustricola’ stiassnyae (van der Zee, Sonnenberg & Mbimbi Mayi Munene, 2015)

- ‘L.’ johnstoni-Gruppe

- ‘Lacustricola’ bragancai Huber, 2020
- ‘Lacustricola’ carlislei (van der Horst, 1934)
- ‘Lacustricola’ jobaerti (Poll & Lambert, 1965)
- ‘Lacustricola’ johnstoni (Günther, 1894)
- ‘Lacustricola’ jubbi (Poll & Lambert, 1965)
- ‘Lacustricola’ katangae (Boulenger, 1912)

Synonym: ‘Lacustricola’ luluae (Fowler, 1930)
- ‘Lacustricola’ macrurus (Boulenger, 1904)
- ‘Lacustricola’ matthesi (Seegers, 1996)
- ‘Lacustricola’ mediolateralis (Poll, 1967)
- ‘Lacustricola’ myaposae (Boulenger, 1908)
- ‘Lacustricola’ nigrolateralis (Poll, 1967)
- ‘Lacustricola’ nitidus Nagy & Manda, 2020